# Nachbi
Nachbi ist im Alten Testament ein Kundschafter aus dem Stamm Naftali. Er wird nur in Num 13,14  erwähnt.

## Etymologie
Die Herkunft des Namens ist ungeklärt. Im Masoretischen Text lautet der Name נַחְבִּי naḥbî. Die Septuaginta gibt den Namen mit Ναβι Nabi wieder, die Vulgata mit Naabbi. Martin Noth bringt den Namen mit dem arabischen naḫbun „furchtsam“ in Verbindung und übersetzt ihn in dieser Weise. Er ordnet den Namen damit in die Gruppe der Personennamen ein, durch die geistige Eigenschaften hervorgehoben werden.

## Biblische Erzählung
In Num 14  wird Mose von JHWH damit beauftragt, Kundschafter zur Erkundung des Landes Kanaan auszusenden, und zwar von jedem Stamm einen. Für den Stamm Naftali wird Nachbi, der Sohn Wofsis geschickt.